# سوتیسلاو پردوف
سوتیسلاو پردوف (انگلیسی: Svetislav Perduv؛ زادهٔ ۸ مارس ۱۹۵۹) بازیکن فوتبال اهل بوسنی و هرزگوین است.
از باشگاه‌هایی که در آن بازی کرده‌است می‌توان به آکادمیکا، اونیائو، و آکادمیکو ویزئو اشاره کرد.
در سال ۱۹۹۵، پردوف کار مربیگری فوتبال را آغاز کرد. او همچنین یکی از نمایندگان رسمی فیفا است. او در اکتبر ۲۰۱۴ به عنوان دستیار آلفردو کاسیمیرو انتخاب شد.